# Hotel zur Krone (Arnsberg)
Das Hotel zur Krone in Arnsberg war ursprünglich die „kurfürstliche Hof- und Landesapotheke“. Später war das denkmalgeschützte Gebäude Hotel und ist heute Musikalisches Bildungszentrum des Hochsauerlandkreises. 

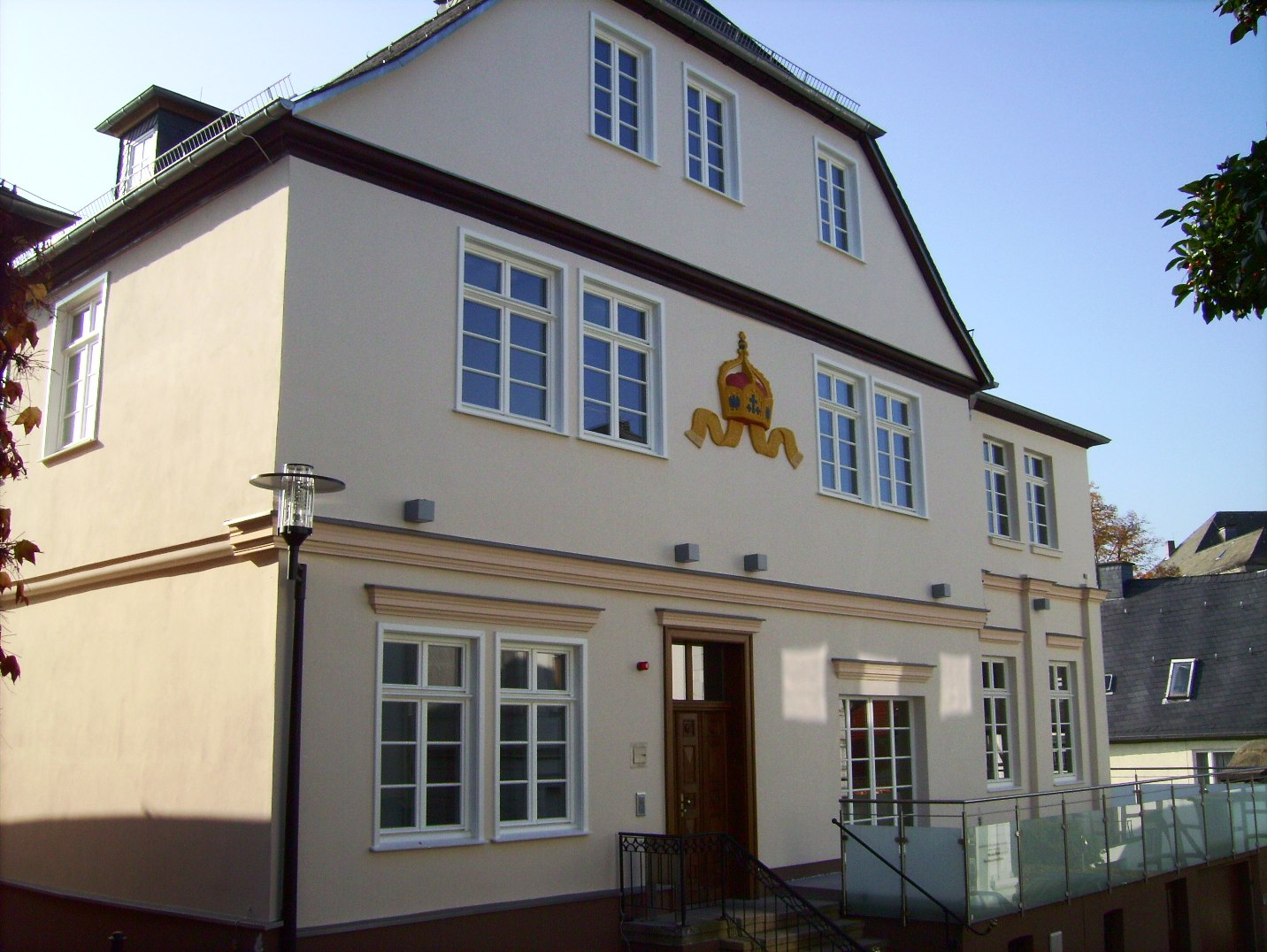
Hotel zur Krone nach dem Umbau zur Musikschule

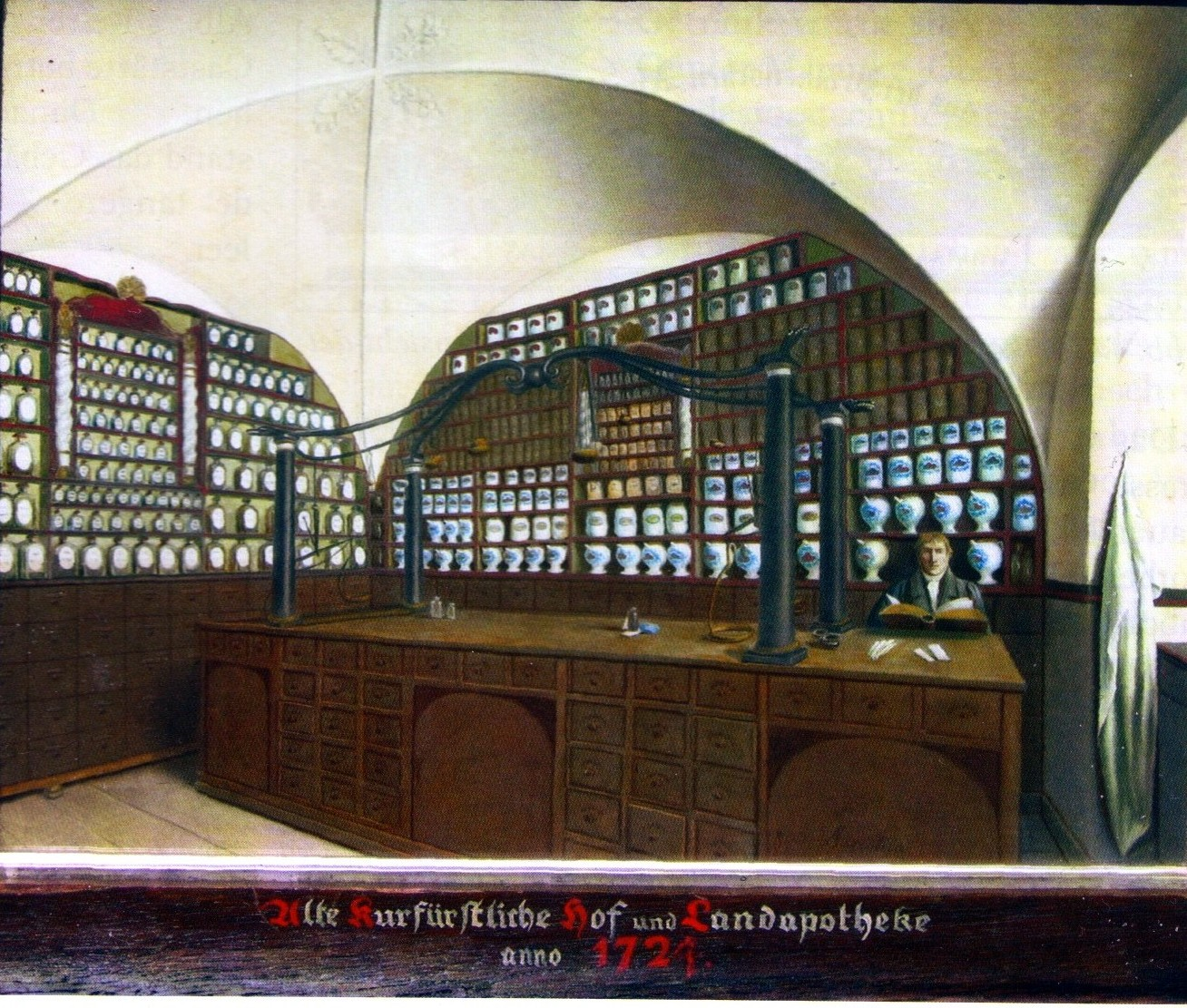
Inneres der ehemals kurfürstlichen und Landesapotheke. Im Offizin zu sehen Johann Willibald Brisken

## Geschichte
Bauherr war Johann Wilhelm Brisken. Dieser hatte die Tochter seines Lehrmeisters Dr. Roberti geheiratet und später dessen Apotheke übernommen. Er ließ ein altes Gebäude „Böhmers’s“ Haus abreißen und dafür den Neubau errichten. 
Das Gebäude wurde 1746 errichtet, auch wenn die Inschrift „ANNO 1749 DEN 28. JVNY“ lautet. Es handelt sich um ein verputztes Fachwerkgiebelhaus mit vorragenden Geschossen und Krüppelwalmdach.  
Brisken und seine Nachkommen erhielten von den kurfürstlichen und nachfolgenden Regierungen bis 1817 immer wieder das Privileg eines Hof- und Landesapothekers bestätigt. Sein Sohn Franz Brisken war zudem mehrfach Arnsberger Bürgermeister. 
Das Gebäude wurde 1799 durch den großen Stadtbrand stark beschädigt, wurde aber 1800 wieder hergestellt. Franz Brisken ließ in diesem Zusammenhang ein Laboratorium mit einem Kreuzgewölbe einrichten. Der Sohn Willibald Brisken verlegte den Sitz der Apotheke an den Alten Markt. 
Daraufhin erwarb der Brauer und Bäcker Johann Gaudenz Höynck das frühere Apothekengebäude. Er richtete dort eine Brauerei ein. Im früheren Laboratorium stand der Braukessel. Nach dessen Tod kam das Haus an den Bäcker und Gastwirt Clemens Reiter. Dieser ließ nach der Reichsgründung von 1871 die Fassade durch schlichten Quaderputz umgestalten. An der Vorderfront wurde eine Kaiserkrone und die Inschrift „Hotel zur Krone“ angebracht. Im Jahr 1926 wurde der westliche Anbau hinzugefügt. Als Gastronomiebetrieb diente es bis 1989. Danach stand es jahrelang leer. 
Das seit 1983 denkmalgeschützte Gebäude wurde 2005 von der Stadt Arnsberg erworben. Seit 2006 wurde es unter Einsatz erheblicher finanzieller Mittel zum Musikalischen Bildungszentrum des Hochsauerlandkreises und damit zu einem Sitz der Musikschule des Kreises umgebaut. Ein Rückschlag erfolgte in der Nacht vom 16. auf den 17. Januar 2008, als der neue Dachstuhl des Gebäudes durch ein Feuer, entstanden möglicherweise durch Brandstiftung, zerstört wurde und auch den Gesamtbau beschädigte. Erst im Juni 2009 konnte das Bildungszentrum eingeweiht werden. 
Das Haus war Denkmal des Monats im April 2010 der Arbeitsgemeinschaft Historische Stadtkerne in Nordrhein-Westfalen.